# Bandeirante (Santa Catarina)
Pour les articles homonymes, voir Bandeirante (homonymie).
Bandeirante est une ville brésilienne de l'ouest de l'État de Santa Catarina.

## Origine du nom
Il existe deux explications sur l'origine du nom de la municipalité : 
- selon la première, la ville doit son nom à ses premiers colons, qui s'identifiaient aux bandeirantes des siècles précédents et donnèrent ce nom à la localité en leur hommage[3];
- selon la deuxième, lors de l'arrivée des premiers colons, les zones à exploiter et à déboiser étaient repérées par des drapeaux (bandeiras en portugais), ce qui donna le nom de la municipalité[4].

## Géographie
Bandeirante se situe par une latitude de 26° 46′ 08″ sud et par une longitude de 53° 38′ 23″ ouest, à une altitude de 730 mètres.
Sa population était de 2 906 habitants au recensement de 2010, rurale à 78 %. La municipalité s'étend sur 146 km2.
La ville se trouve à 700 km à l'ouest de la capitale de l'État, Florianópolis. Elle fait partie de la microrégion de São Miguel do Oeste, dans la mésorégion ouest de Santa Catarina.
Le climat de la municipalité est tempéré, avec des étés chauds. La température moyenne annuelle est de 17,8 °C. Les principaux cours d'eau de la municipalité sont les rivières rio Peperi-Guaçu, rio das Flores, rio Bandeirante, rio do Índio et rio Lajeado dos Porcos.
L'IDH de la ville était de 0,765 en 2000 (PNUD).

## Histoire
La colonisation de la municipalité commença au début des années 1940. Des descendants d'immigrants italiens et allemande, venus du Rio Grande do Sul, principalement de la serra Gaúcha, explorèrent l'extrême ouest de l'État de Santa Catarina, attirés par la possibilité d'exploiter les ressources forestières locales, notamment le pin. Les colons furent amenés par la compagnie colonizadora Rui Luchesi et s'installèrent sur les rives du rio das Flores.
En 1965, la localité devient un district de São Miguel do Oeste. Elle acquiert son indépendance administrative le 29 septembre 1995 et forme depuis une municipalité à part entière.

## Économie
L'économie de la municipalité est basée sur l'agriculture, notamment les cultures du maïs et du blé.
Les exploitations agricoles sont principalement de petites propriétés familiales, centrées sur l'autosubsistance.

## Événements et culture
Tous les ans, la ville célèbre accueille plusieurs événements :
- au mois de juin, la fête de saint Antoine (festa de Santo Antônio en portugais) ;
- au mois de juillet, la festa do Colono e do Motorista ;
- le 29 septembre, l'anniversaire de son émancipation ;
- le traditionnel « bal du réveillon », le 31 décembre.

## Villes voisines
Bandeirante est voisine des municipalités (municípios) suivantes :
- Paraíso
- São Miguel do Oeste
- Descanso
- Belmonte

La ville est également limitrophe de l'Argentine.